# Équipe des Tuvalu de football
Maillots
L’équipe des Tuvalu de football (en anglais : Tuvalu national football team) est une sélection des meilleurs footballeurs tuvaluans contrôlée par la fédération des Tuvalu de football (TNFA) qui est un membre associé de l'OFC mais pas de la FIFA. Elle ne participe donc pas aux grands tournois internationaux, à l'exception des Jeux du Pacifique.
Les Tuvalu possèdent comme unique stade le Tuvalu Sports Ground pour les matchs de football même s'ils n'ont pas disputé de matchs internationaux sur leur sol. Depuis 1987, ils cherchent à être membre à part entière de la FIFA, statut qu'ils n'arrivent pas à obtenir à cause des infrastructures insuffisantes (stades, hôtels, terrains d’entrainement). En attendant, ils sont membres de la ConIFA depuis novembre 2016. 
La sélection a la particularité d'avoir été la seule sélection nationale non-membre de la FIFA à disputer des éliminatoires de la Coupe du monde de football, lors de l'édition 2010, à travers les Jeux du Pacifique Sud de 2007.

## Histoire

### Les débuts de l'équipe des Tuvalu (1979)

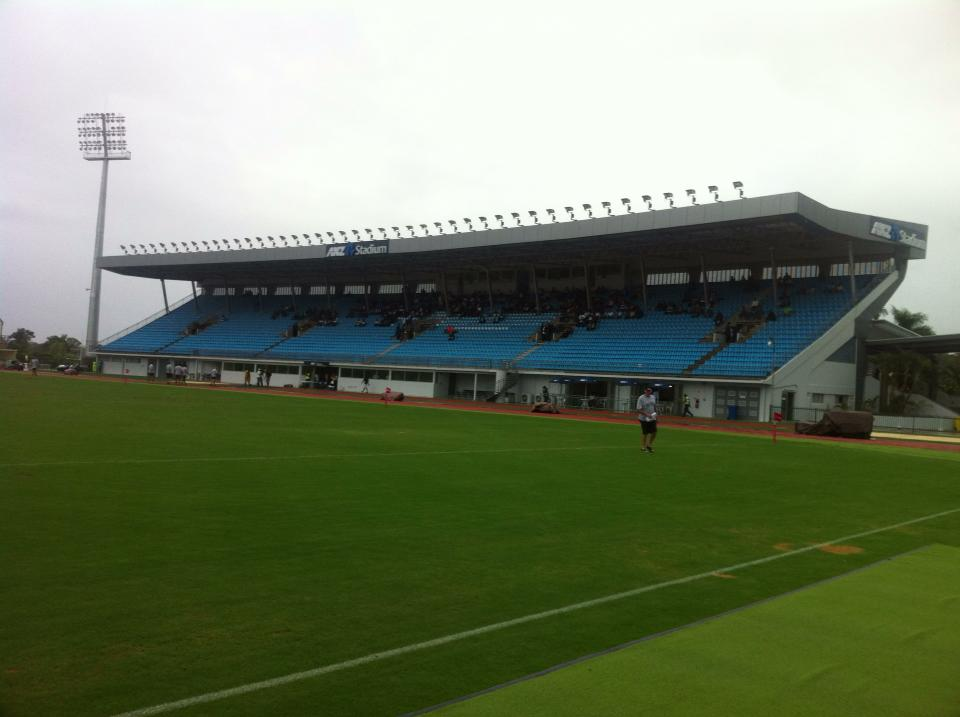
Le Buckhurst Park à Suva aux Fidji, où les Tuvalu jouent leur premier match.

Les Tuvalu, archipel proche des Kiribati dans l'océan Pacifique, constituent une partie du protectorat britannique des îles Ellice de 1892 à 1916, puis de la colonie des îles Gilbert et Ellice (avec les actuels Kiribati), de 1916 à 1975, avant de redevenir le protectorat des îles Ellice entre 1975 et 1978. La colonie des îles Gilbert et Ellice participe aux Jeux du Pacifique Sud entre 1963 et 1975. Seul l'athlète des îles Gilbert et Ellice Tara Mango remporte une médaille en argent sur le 10 000 mètres lors de l'édition 1963,, mais aucune équipe de la colonie n'a jamais participé à l'épreuve de football.
En ce qui concerne une sélection de footballeurs issus de la colonie des îles Gilbert et Ellice, on trouve seulement la trace en 1976 de la création d'une équipe mixte de joueurs issue de l'atoll de Funafuti (capitale du pays) et des autres îles des Tuvalu, considérée comme l'ancêtre du futur club Combined Boys (qui deviendra Nauti Football Club). En 1978, les Tuvalu obtiennent leur indépendance du Royaume-Uni.
L'équipe des Tuvalu de football dispute son premier match, au cours de sa première compétition internationale, lors des Jeux du Pacifique Sud de 1979 organisés par les Fidji. La sélection est affectée au groupe 2, avec le tenant du titre Tahiti, et les néophytes les Tonga. La sélection tuvaluane, dirigée par Kokea Malu, dispute le premier match de son histoire contre Tahiti le 30 août 1979, et perd 18-0. Le match suivant, contre les Tonga, tourne à l'avantage des Tuvaluans qui gagnent sur le score de 5-3, grâce à un quintuplé de Saifoloi Metia Tealofi. Cette victoire permet à l'équipe des Tuvalu d'accéder aux quarts de finale où elle affronte le finaliste de la dernière édition, la Nouvelle-Calédonie, et s'incline par 10-2. Au même moment, la Fédération des Tuvalu de football ou Tuvalu National Football Association (TNFA) aurait été fondée.
Repêchée pour le tournoi de consolation, la sélection tuvaluane bat les Kiribati au terme d'une séance de tirs au but, après un match nul 3-3 mais perd 7-2 contre Guam. L'équipe se classe finalement septième du tournoi.

### Développement d'une nouvelle sélection (2000-2008)
L'équipe des Tuvalu ne dispute aucun match entre 1979 et 2003. Cependant, de nombreux clubs tuvaluans actuels sont fondés lors de l'année 1980 comme le Nauti Football Club, le Football Club Tofaga ou le Nui Soccer Club, mais aucune compétition n'est organisée. La première compétition nationale est créée en 1988, l'Independence Cup, coupe en l'honneur des dix années de l'indépendance des Tuvalu, alors que le championnat des Tuvalu n'est créée qu'en 2001. Alors que le pays devient le 189e membre de l'Organisation des Nations unies après la résolution 1290 du Conseil de sécurité des Nations unies du 17 février 2000, l'équipe ne participe toujours pas aux compétitions de la FIFA.
Il faut attendre les Jeux du Pacifique Sud 2003 pour qu'une sélection tuvaluane de football soit à nouveau réunie. En préparation, les Tuvalu affrontent les Fidji le 1er mai 2003 et perdent 9-0. Comme en 1979, les Jeux sont organisés aux Fidji. Les Tuvalu font partie du groupe A composé des Fidji, des Kiribati, des Îles Salomon et du Vanuatu. 

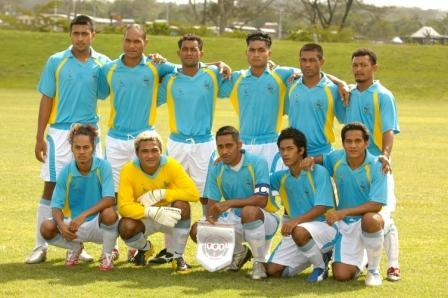
Le onze tuvaluan contre la Nouvelle-Calédonie aux Jeux du Pacifique Sud 2007.

 Pour son premier match, l'équipe du sélectionneur australien Tim Jerks bat difficilement les Kiribati (3-2), après avoir longtemps été menée au score. La sélection s'incline ensuite 4-0 face aux Fidji de Juan Carlos Buzzetti qui ouvrent la marque dès la première minute et qui assurent leur victoire durant la première mi-temps. Lors du match suivant contre le Vanuatu, les Tuvalu perdent 1-0, concédant le but à la 86e minute,. Enfin, défaits 4-0 par les Salomon, les Tuvaluans terminent quatrièmes du groupe et ne se qualifient pas pour le tour suivant. Seuls Kivoli Manoa, Paenui Fagota et Petio Semaia ont marqué pour les Tuvalu lors de ce tournoi.

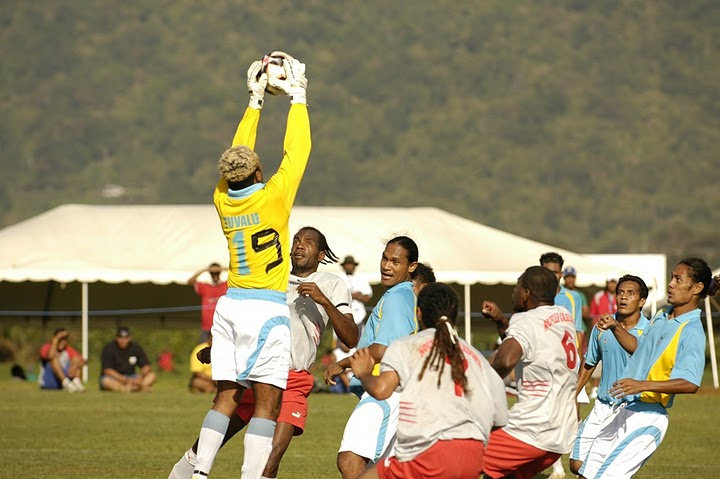
Jay Timo en plein match contre la Nouvelle-Calédonie (0-1).

Le 15 novembre 2006, les Tuvalu obtiennent le statut de membre associé de la Confédération du football d'Océanie (OFC), ce qui constitue une première étape importante en vue d'obtenir le statut de membre de la FIFA. Ils ne disputent plus aucun match entre 2003 et 2007 mais participent aux Jeux du Pacifique Sud de 2007 aux Samoa. Cette compétition sert à la fois d'éliminatoires de la coupe d'Océanie de football 2008 et de premier tour aux qualifications de la zone Océanie pour la Coupe du monde 2010. L'équipe des Tuvalu devient ainsi la première et seule sélection non-affiliée à la FIFA à disputer les éliminatoires d'une coupe du Monde. Cette situation est rendue possible par le fait que les Jeux du Pacifique ne sont pas organisés par la FIFA et que toutes les équipes peuvent donc y participer.

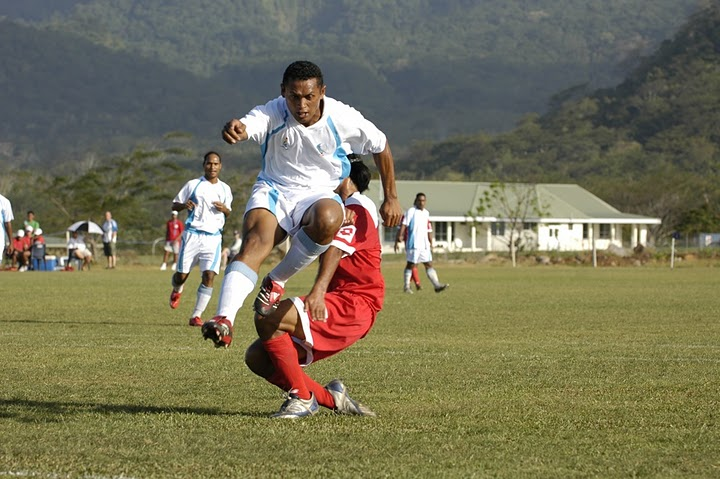
Action de Viliamu Sekifu contre Tahiti (1-1).

Au cours de ce tournoi, l'équipe du sélectionneur Toakai Puapua et du capitaine Petio Semaia commence par une défaite 16-0 face aux Fidji, puis une défaite 1-0 contre la Nouvelle-Calédonie. Au match suivant, la sélection tient en échec l'équipe de Tahiti (1-1). Le but tuvaluan est inscrit par le remplaçant Viliamu Sekifu à la quatre-vingt-septième minute ; il devient ainsi le premier buteur tuvaluan dans les éliminatoires d'une Coupe du Monde,. Les Tuvalu finissent la compétition à la dernière place, après une défaite 4-1 face aux îles Cook, le seul but tuvaluan étant marqué contre son camp par Stephen Willis.

### Vers l'adhésion à la FIFA? (depuis 2008)
Depuis 1987, les Tuvalu cherchent à adhérer à la Fédération internationale de football association, mais peinent à remplir les conditions nécessaires en termes d'infrastructures. La recherche de ce statut contraste avec la situation du football dans le pays, car alors que le rugby domine dans l'Océanie, le football est le sport national aux Tuvalu.
Jelly Selau  - Kolone Pokia, Alamoana Tofuola, Etimoni Timuani, Alinesi Takataka, George Panapa ( 77e  Uota Ale) - Mau Penisula , Vaisua Liva, James Lepaio  93e - Lutelu Tiute   30e , Alopua Petoa   15e   90e   92e
En 2008, le premier ministre tuvaluan Apisai Ielemia, de passage en Europe dans le cadre d'une collaboration entre les Tuvalu et l'Union européenne, rencontre le président de la TNFA Tapugao Falefou au siège de la FIFA, à Zurich, afin de discuter une éventuelle adhésion à la FIFA. La principale entrave à une adhésion est l'absence du moindre hôtel quatre à cinq étoiles dans le pays, capable d'héberger des équipes étrangères, puisque le seul hôtel du pays est le Vaiaku Lagi Hotel. À la suite de cette rencontre, le Néerlandais Paul Driessen, un spécialiste du marketing et de la publicité, décide de soutenir les Tuvalu dans leurs démarches d'adhésion à la FIFA, et fonde la Dutch Support Tuvalu Foundation (en français : Fondation néerlandaise de soutien aux Tuvalu) en 2009,. En février 2009, la Fédération est soutenue par l'OFC en se voyant offrir 70 millions de dollars américains sur trois années, pour améliorer les infrastructures des Tuvalu,.
En vue des Jeux du Pacifique 2011, les Tuvalu affrontent, en guise de match de préparation, les Samoa quelques jours avant le début du tournoi et s'imposent 3-0 grâce à un triplé d'Alopua Petoa. Le groupe auquel est affectée la sélection est surnommé dans la presse « groupe de la mort », et les Tuvalu sont considérés avec Guam et les Samoa américaines comme les équipes les plus faibles du tournoi. L'équipe entame la compétition avec une victoire 4-0 face aux Samoa américaines, avec un triplé d'Alopua Petoa et un but de Lutelu Tiute. Elle perd les trois matchs suivants, contre le Vanuatu (5-1), la Nouvelle-Calédonie (8-0) et les Salomon (6-1). Pour le dernier match contre Guam, le gardien tuvaluan Jelly Selau est expulsé à la dix-septième minute, concédant un penalty, transformé par l'équipe de Guam. Bien qu'en infériorité numérique, l'équipe égalise par Togavai Stanley et obtient ainsi un match nul à l'issue duquel il se classe quatrième, à égalité avec Guam.

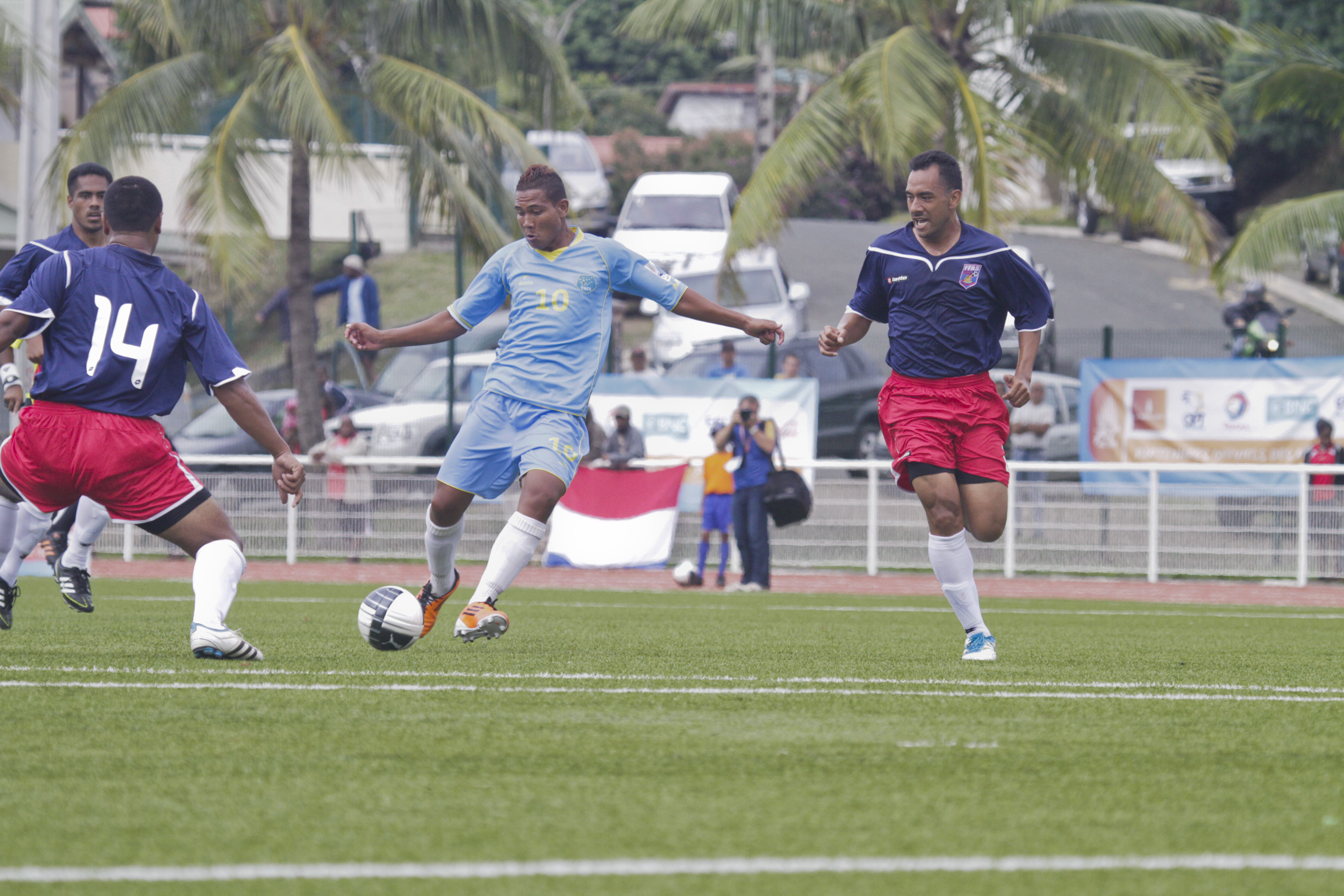
James Lepaio à l'entrée de la surface de réparation contre les Samoa américaines.
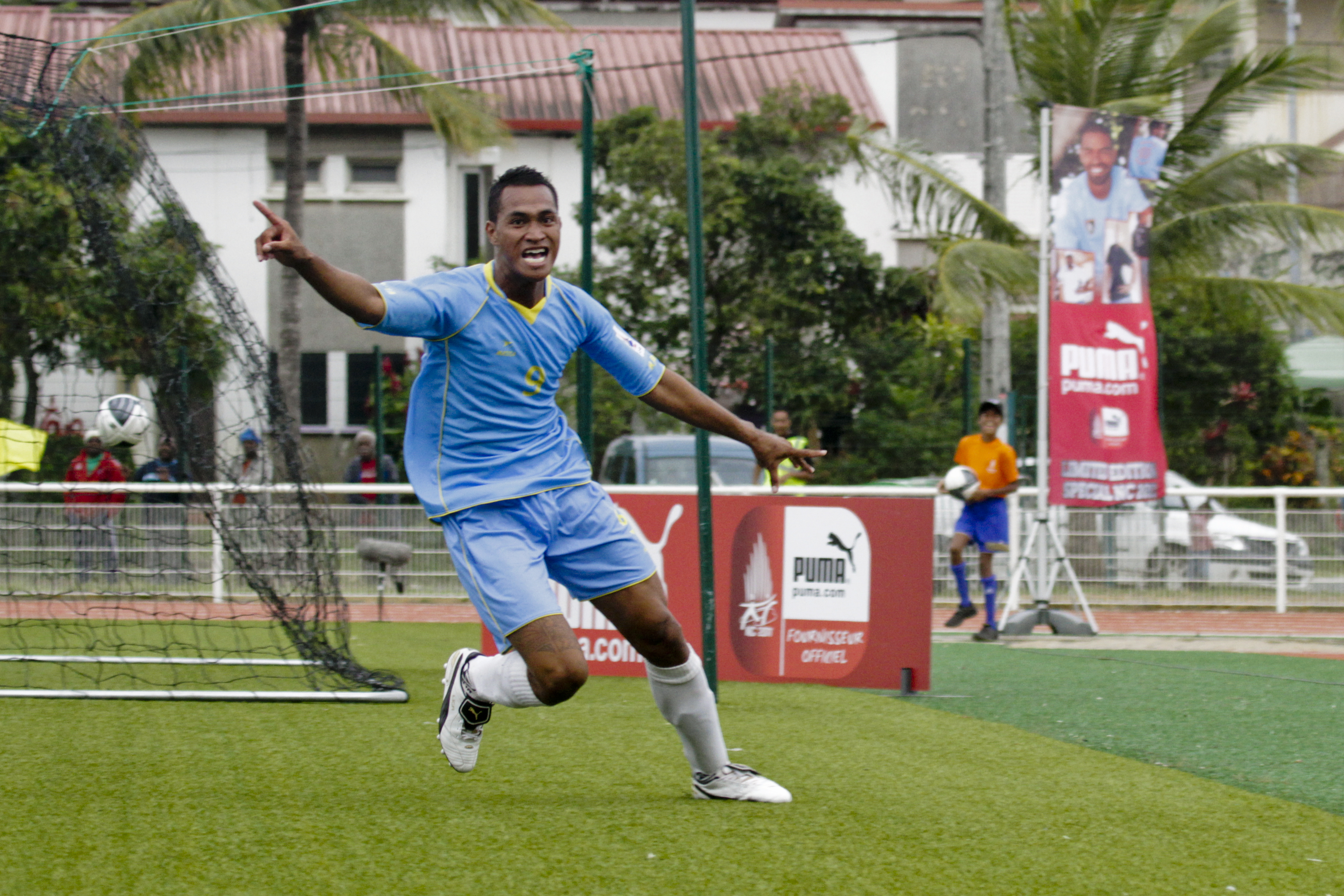
Lutelu Tiute célèbre son but contre les Samoa américaines.
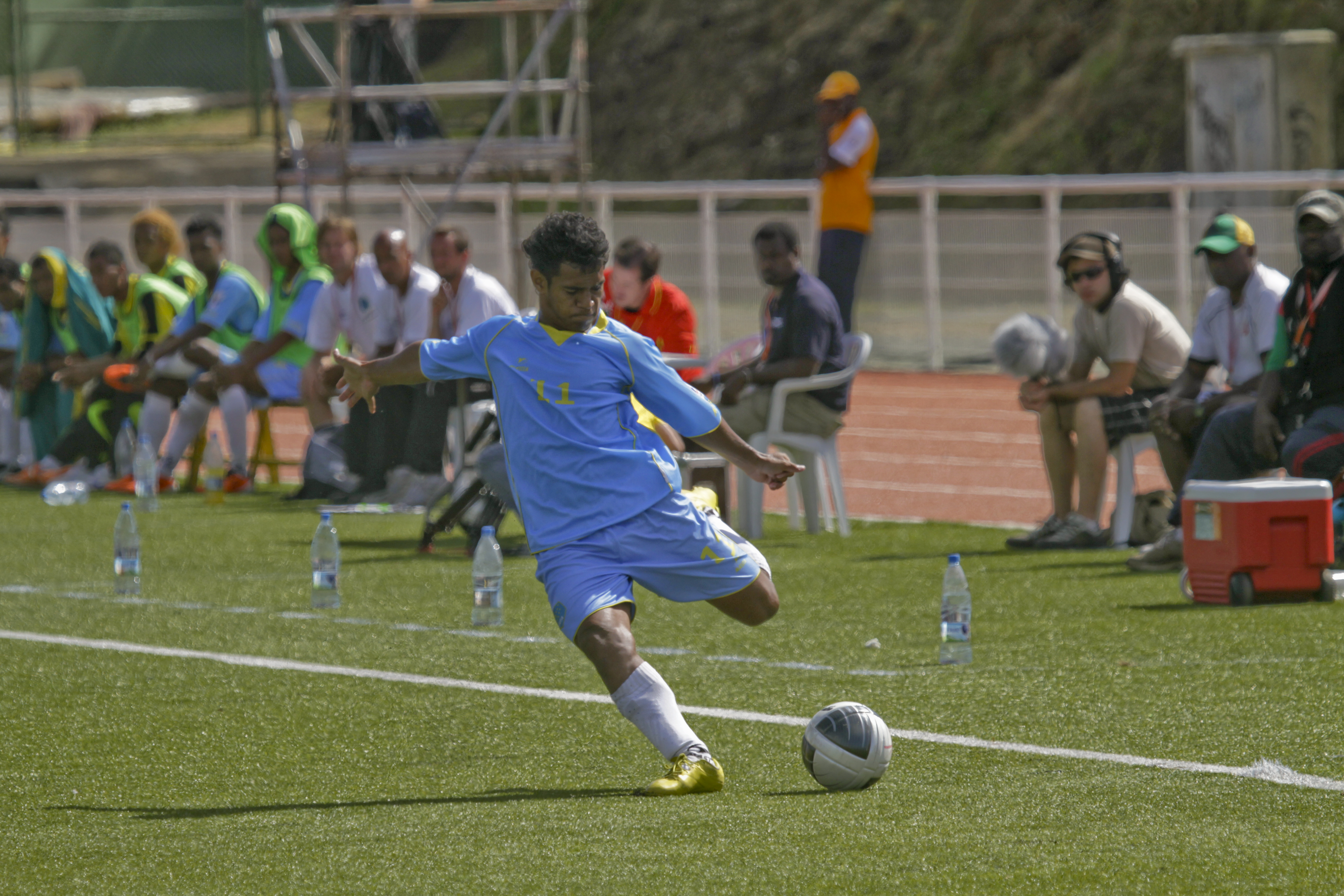
George Panapa en action lors des Jeux du Pacifique 2011.
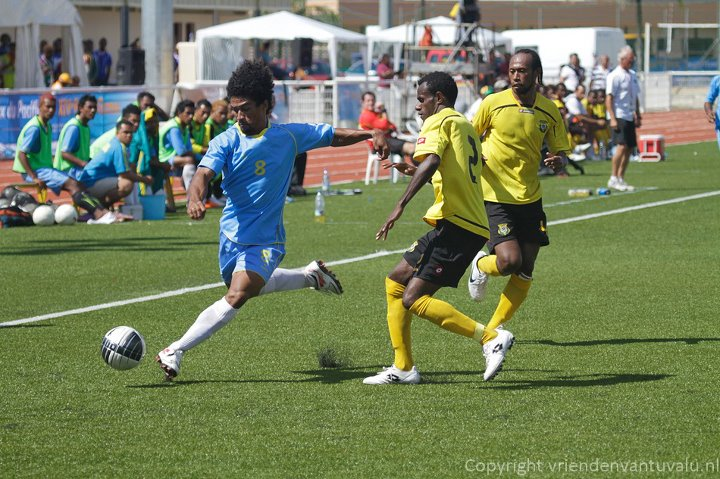
Okilani Tinilau tente de centrer face aux deux joueurs vanuatuans.
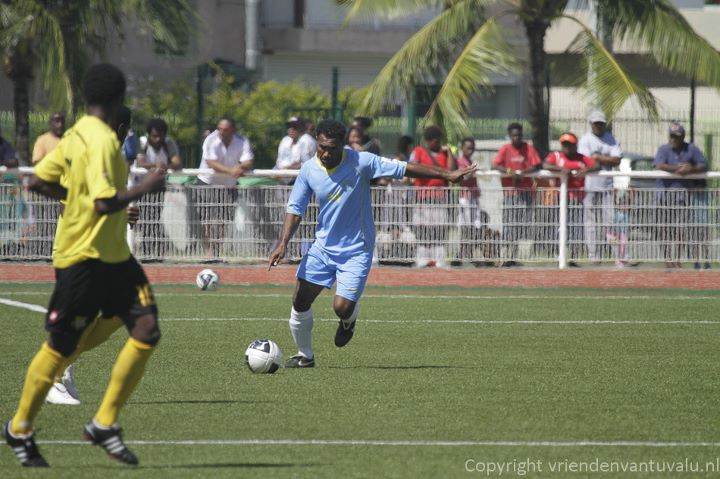
Joshua Tui Tapasei tente de dégager vers l'avant face au Vanuatu.
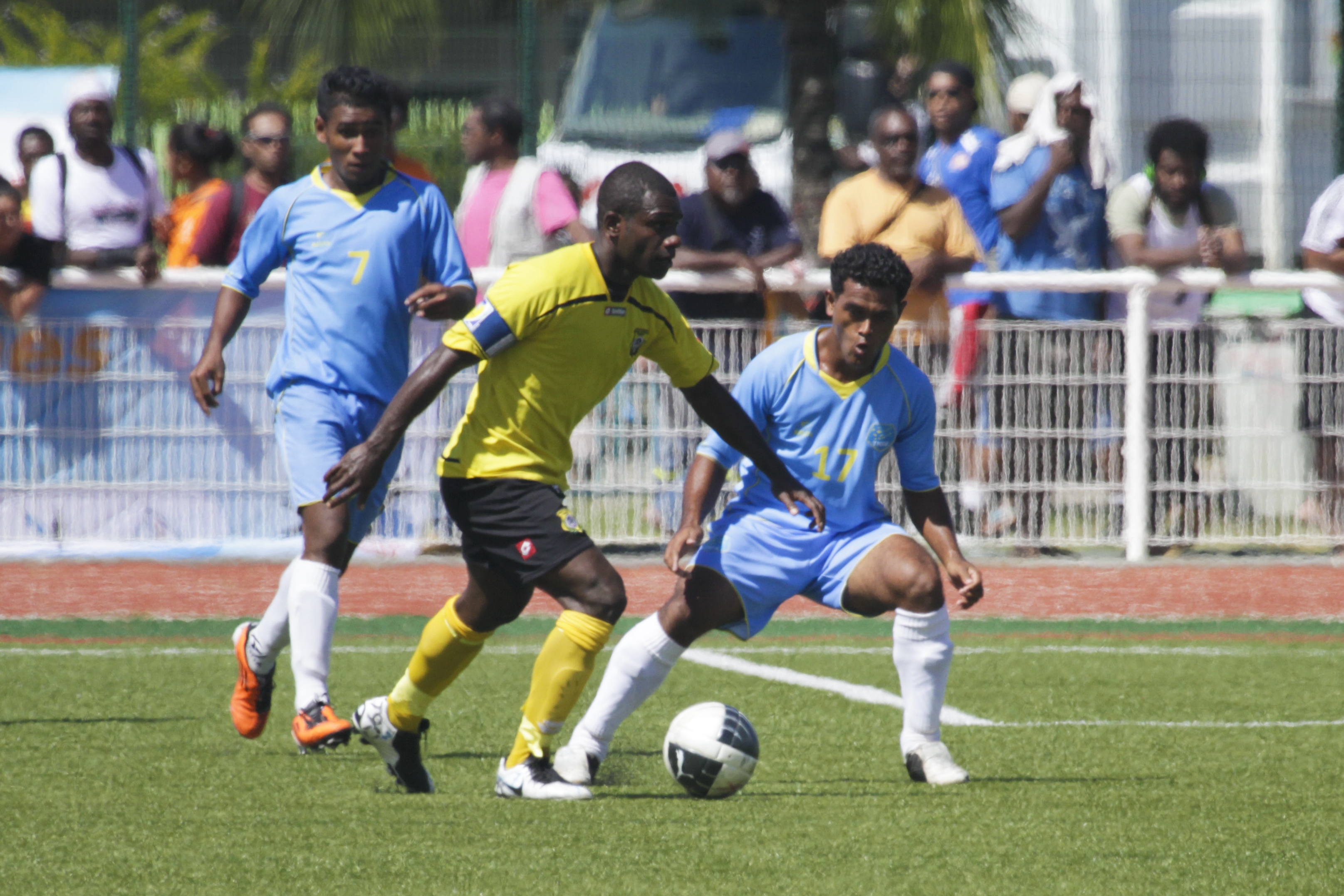
Uota Ale face à un joueur vanuatuan.

#### 2013: Tournée aux Pays-Bas
En 2013, la Dutch Support Tuvalu Foundation organise un tour de deux mois et demi aux Pays-Bas pendant lequel la sélection affronte des équipes amateur et jeunes, après avoir réuni une somme de 150 000 livres sterling. Le but est de rendre plus crédible la sélection face aux instances internationales. Le recrutement de l'entraîneur Leen Looijen, secondé par André van der Ley, permet de donner l'image d'une sélection nationale bien encadrée. Il décide de sélectionner vingt-six joueurs, la plupart jouant aux Tuvalu et quelques-uns en Nouvelle-Zélande. 
Arrivés le 16 août aux Pays-Bas, les Tuvalu perdent leurs quatre premiers matchs, parmi lesquels une défaite 10-1 face au club du VV Wilhelmus. Commençant le mois suivant avec deux matchs sans victoire, la sélection tuvaluane gagne son premier match le 11 septembre face aux jeunes du VV Brederodes (5-3), avant d'enchaîner avec deux victoires face au JVC Julianadorp (2-1) puis face aux jeunes du RKSV FCV Venlo (7-1). Les Tuvalu alternent par la suite les bons et les mauvais résultats, avec une victoire, un match nul et deux défaites dont une 8-1 contre les Rolder Boys (nl). En octobre 2013, les Tuvalu continuent leur tournée et gagnent cinq rencontres sur les dix organisées. En outre, la sélection s'impose 9-1 face au RKVV Tongelre (nl) grâce à un triplé de Sepetaio « Willie » Nokisi, deux doublés de Alopua Petoa et de Telava Folitau et des buts de Taufaiva Ionatana et Tiely Sela,, cependant une source donne une victoire sur le score de 7-1. Un dernier match, prévu le 5 novembre 2013 à Weert face au Wilhelmina '08 est annulé en raison des intempéries. Finalement, sur les vingt-trois matchs joués aux Pays-Bas, les Tuvalu en remportent neuf, en perdent treize, et font un match nul.
Présent sur les feuilles de match la plupart du temps sur le banc des remplaçants, l'ancien footballeur international néerlandais Stan Valckx dispute des matchs avec les Tuvalu, notamment contre le SV Panningen (défaite quatre buts à deux).
Avant de rentrer aux Tuvalu, la sélection s'arrête aux Fidji où elle joue trois matchs, dont deux nuls 2-2 contre le Suva FC et une victoire 3-1 face aux Northern Sharks,. 
Malgré ces résultats encourageants, les Tuvalu ne peuvent toutefois participer aux Jeux du Pacifique de 2015 car cette épreuve est réservée aux équipes de joueurs de moins de 23 ans dans le cadre des éliminatoires des Jeux olympiques de Rio.

#### Au sein de la ConIFA de 2016 à 2022
Depuis novembre 2016, en attendant une adhésion aux instances internationales, les Tuvalu ont rejoint la ConIFA, sans pour autant disputer des matchs. Cependant, même si les Tuvalu n'ont pas disputé les éliminatoires de la Coupe du monde de football ConIFA 2018, compétition qui doit se tenir à Londres, ils sont candidats pour une "wild card" accordée par la ConIFA pour le tournoi 2018, en compagnie du Tibet, du Darfour, des Kiribati et des Sahraouites. 
Cependant, à la suite du forfait des Kiribati dû à des problèmes financiers, les Tuvalu récupèrent la place, voyagent en Angleterre et tombent dans le groupe C, composé de la Padanie, du pays sicule et du Matabeleland. Lors du premier tour, les Tuvaluans perdent contre le pays sicule sur le score de quatre buts à zéro, sans avoir pu montrer ses forces ; lors du second match contre la Padanie, ils sont largement dominés, encaissent huit buts et sont éliminés. Lors de ce match, un joueur padanien et un Tuvaluan ont reçu un carton vert, qui est utilisé non pas pour autoriser l'entrée des soigneurs sur le terrain mais pour exclure un joueur tout en autorisant un remplacement. Lors du dernier match, après l'ouverture du score à la vingt-cinquième minute, les Tuvaluans égalisent deux minutes plus tard par Etimoni Timuani. Mais ils n'arrivent pas à prendre l'avantage, perdent trois buts à un et terminent derniers du groupe,.
Les Tuvalu sont reversés dans un tournoi de consolation au cours duquel ils s'inclinent largement contre l'équipe des Zainichi sur le score de cinq buts à zéro puis craquent en fin de match contre l'équipe des Tamouls sur le score de quatre buts à trois, malgré le doublé de Alopua Petoa et le but de Sosene Vailine. Lors du dernier match, l'île de Man déclare forfait et est remplacé par l'archipel des Chagos. Ce match se solde par une large victoire des Tuvaluans du sélectionneur Soseala Tinilau sur le score de six buts à un (deux doublés de Okilani Tinilau et de Matti Uaelasi, un but de Sosene Vailine et un but contre son camp). Ce match permet aux Tuvalu de terminer quinzième sur seize.

## Infrastructures

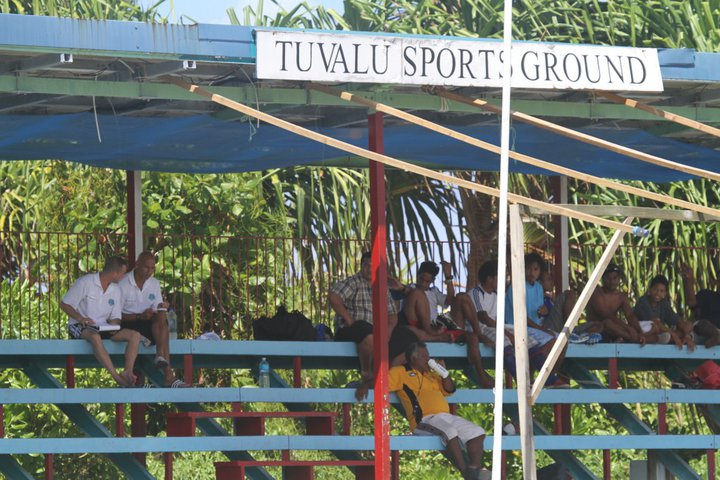
Une tribune du Tuvalu Sports Ground

Les Tuvalu ne possèdent qu'un stade : le Tuvalu Sports Ground, qui se trouve sur l'atoll de Funafuti, capitale du pays. Construit sur une base de corail sans herbe, le terrain n'est pas uniformément plat. Afin de faciliter la pousse de l'herbe, de l'argile est importée des Fidji dans le but d'avoir un terrain s'inscrivant dans les normes de la FIFA.

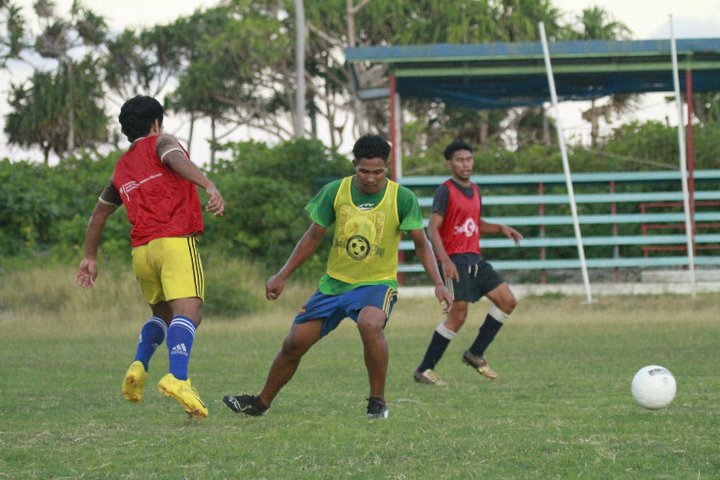
Entraînement au Tuvalu Sports Ground.

Il est utilisé par les huit clubs de football du pays, pour les compétitions de football organisées par la Tuvalu National Football Association (la coupe de l'indépendance des Tuvalu, la National Bank of Tuvalu Cup (NBT Cup), la Christmas Cup, et le championnat des Tuvalu) et lors des Jeux des Tuvalu (Tuvalu Games (en)).
Comme terrain d'entraînement, les Tuvalu utilisent, faute de place, la piste d'atterrissage de l'aéroport international de Funafuti, ce qui constitue une difficulté supplémentaire en vue de l'adhésion à la FIFA. De plus, l'obtention du statut de membre de la FIFA permettrait de pouvoir payer un sélectionneur, ce qui n'est pas le cas actuellement.
Malgré la présence de ce stade, la sélection tuvaluane n'a néanmoins jamais joué de match international officiel sur son sol.

## Couleurs

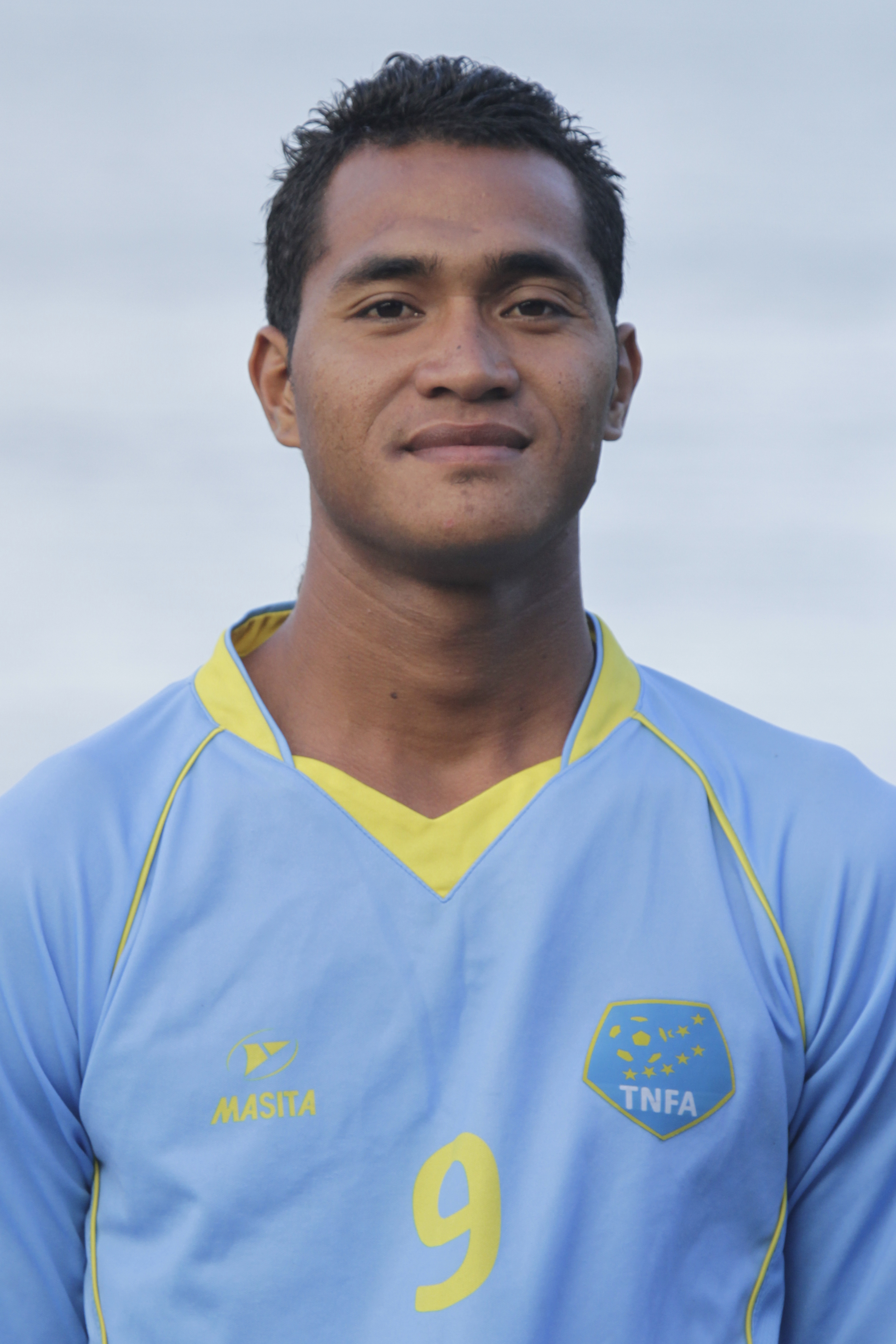
Maillot des Tuvalu en 2011.

La sélection tuvaluane reprend les couleurs figurant sur le drapeau national, à savoir le jaune et le bleu azur. Ce dernier rappelle la couleur de l'océan Pacifique. Quant au jaune, qui représente les différents atolls des Tuvalu, il est présent au niveau du col et par des liserés jaunes sur le maillot.

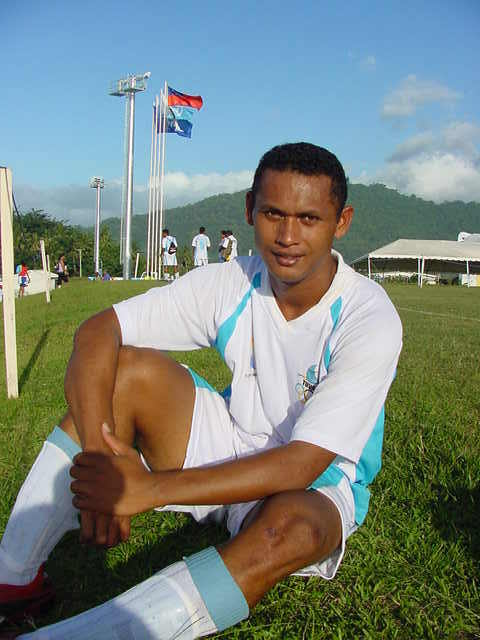
Viliamu Sekifu avec le maillot blanc.

Le drapeau des Tuvalu.

| 2003 | 2007 | 2011 |  |

## Palmarès

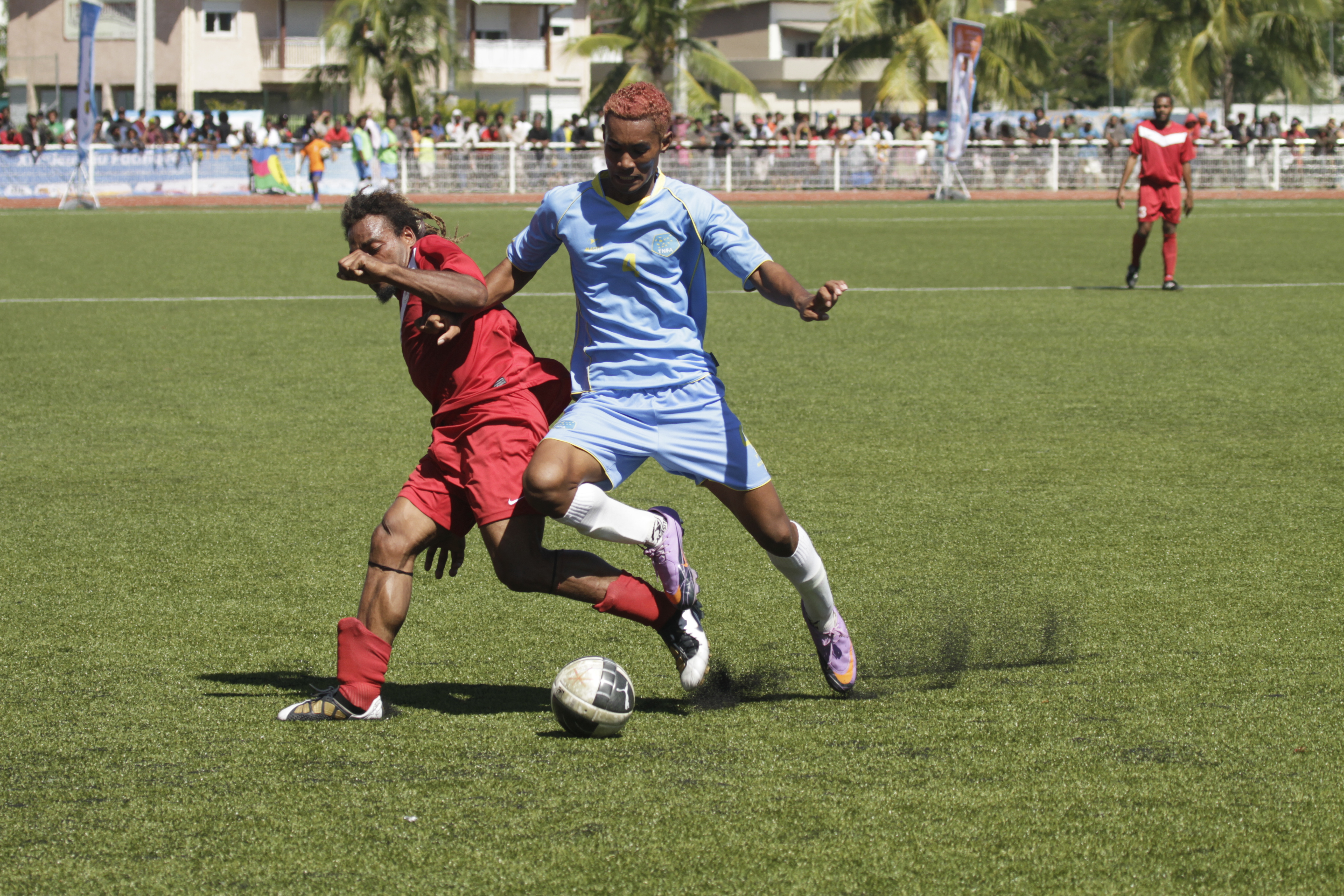
Etimoni Timuani face à la Nouvelle-Calédonie, en 2011 (0-8).

Les Tuvalu n'ont disputé qu'une compétition internationale, les Jeux du Pacifique. Il s'agit d'une compétition sportive qui sert en quelque sorte de transposition des Jeux olympiques sur le plan régional du Pacifique insulaire. La compétition est néanmoins reconnue par le Comité international olympique. N'étant pas membre de la FIFA, ils profitent de cette compétition pour jouer des matchs internationaux. 
En dix-huit matchs, les Tuvalu ont surtout concédé de nombreuses défaites, remporté trois matchs et fait trois matchs nuls. Ils ont réalisé leur meilleure performance en 1979, avec un quart de finale et une septième place.
| Année     | Position                                                    |
| --------- | ----------------------------------------------------------- |
| 1963-1975 | Non inscrite (partie intégrante des îles Ellice et Gilbert) |
| 1979      | Quarts-de-finale (7e place)                                 |
| 1983-1995 | Non inscrite                                                |
| 2003      | Premier tour                                                |
| 2007      | Premier tour                                                |
| 2011      | Premier tour                                                |
| 2015      | Non inscrite                                                |
| 2019      | Premier tour                                                |
| 2023      | 9e place                                                    |

## Personnalités

### Sélectionneurs
| Sélectionneurs  | Mandat    | Matchs | Victoire | Nul | Défaite | Pourcentage de victoires |
| --------------- | --------- | ------ | -------- | --- | ------- | ------------------------ |
| Kokea Malu      | 1979      | 5      | 1        | 1   | 3       | 20                       |
| Tim Jerks       | 2003      | 5      | 1        | 0   | 4       | 20                       |
| Toakai Puapua   | 2006–2010 | 4      | 0        | 1   | 3       | 0                        |
| Foppe de Haan   | 2011      | 6      | 2        | 1   | 3       | 33,3                     |
| Leen Looijen    | 2013      | 26     | 10       | 3   | 13      | 38,4                     |
| Bob Roosen      | 2013      | 0      | 0        | 0   | 0       | 0                        |
| Frank Bakermans | 2016      | 0      | 0        | 0   | 0       | 0                        |
| Taukiei Ituaso  | 2017      | 5      | 2        | 0   | 3       | 40                       |
| Lopati Taupili  | 2018      | 6      | 1        | 0   | 5       | 16,6                     |
| Mati Fusi       | 2019      | 5      | 0        | 1   | 4       | 0                        |

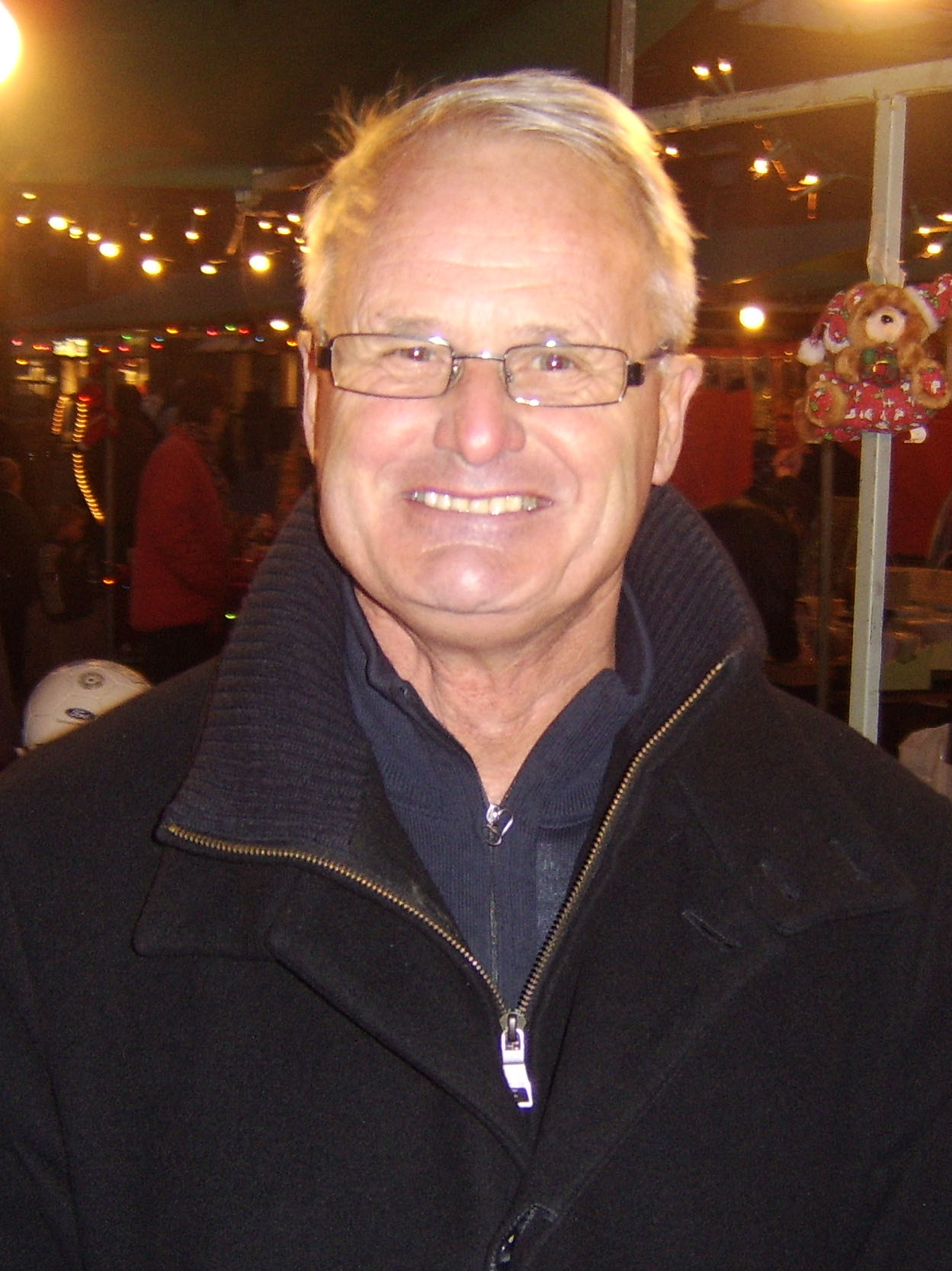
Foppe de Haan est le sélectionneur des Tuvalu en 2011.

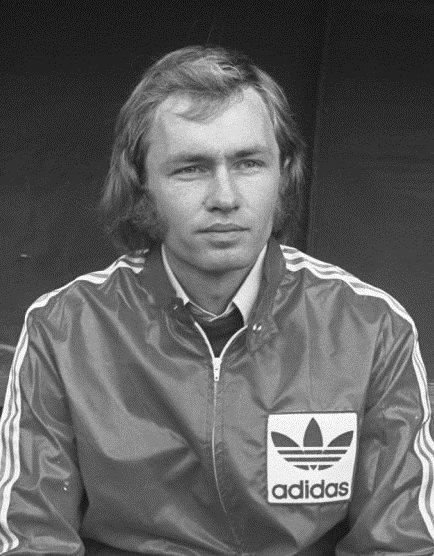
Leen Looijen est le sélectionneur durant la tournée aux Pays-Bas.

Le premier sélectionneur de l'équipe des Tuvalu de football est le Tuvaluan Kokea Malu, qui l'a dirigée lors des Jeux du Pacifique Sud de 1979. 
En mai 2003, après une période sans aucun match officiel disputé et sans sélectionneur, l'Australien Tim Jerks prend le poste. Il travaillait au New South Wales Institute of Sport (en). Il dirige la sélection lors des Jeux du Pacifique Sud de 2003, où la sélection est éliminée au premier tour. Il dirige aussi le premier match amical officiel de l'histoire des Tuvalu, contre les Fidji. En cinq matchs, il connaît une victoire.

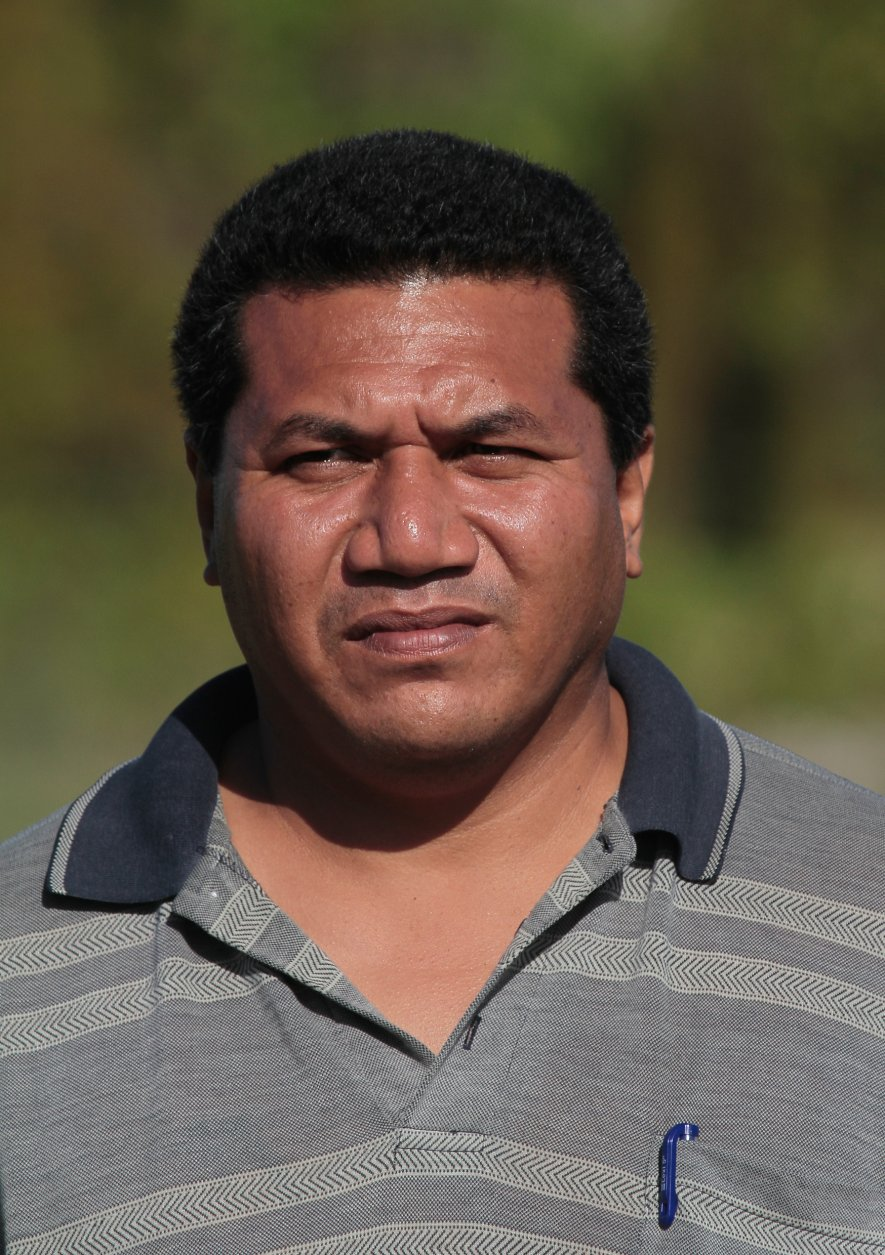
Toakai Puapua dirige la sélection de 2006 à 2010.

En 2006, l'entraîneur du Football Club Tofaga Toakai Puapua est nommé sélectionneur national des Tuvalu. Il dirige la sélection lors des Jeux du Pacifique Sud de 2007 aux Samoa. Durant ce tournoi, il dispute quatre matchs, avec trois défaites et un nul. Il reste sélectionneur jusqu'en 2010, sans disputer aucun match.

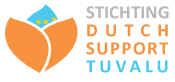
La Dutch Support Tuvalu Foundation aide les Tuvalu à trouver des sélectionneurs comme Looijen.

Le 27 mai 2011, l'ancien entraîneur du Sportclub Heerenveen et de l'Ajax Cape Town Football Club, le Néerlandais Foppe de Haan, est nommé sélectionneur, par l'intermédiaire de la Dutch Support Tuvalu Foundation. Après une première victoire contre les Samoa en match amical, il dirige la sélection pour les Jeux du Pacifique de 2011. Après une victoire historique contre les Samoa américaines, il enregistre trois défaites consécutives, finissant par un match nul contre Guam. Après ce tournoi, il quitte la sélection pour les jeunes du SC Heerenveen.
Toujours en lien avec la Dutch Support Tuvalu Foundation, un autre sélectionneur néerlandais est nommé en 2013, Leen Looijen, qui a déjà officié dans des clubs néerlandais et à la tête des Antilles néerlandaises. Il dirige la sélection lors de la tournée aux Pays-Bas de vingt-trois matchs, avec un bilan de neuf victoires, un nul et treize défaites, puis lors d'une tournée aux Fidji, se soldant par une victoire et deux nuls. À l'issue de cette tournée, il quitte la tête de la sélection.
La charge de sélectionneur a ensuite été occupée par le Néerlandais Bob Roosen, qui travaille avec les jeunes du PSV Eindhoven. Il est responsable de la sélection mais il n'a pas disputé le moindre match officiel avec les Tuvalu.
Le 12 août 2016, le sélectionneur néerlandais Frank Bakermans est nommé.
Le 20 juin 2021, le sélectionneur change de nouveau pour être Thomas Enzo .

### Joueurs
Vu le faible nombre de matchs internationaux des Tuvalu, peu de joueurs tuvaluans ont un nombre de sélections important. Le milieu Mau Penisula détient le record avec quatorze sélections en ayant participé à trois éditions des Jeux du Pacifique (2003, 2007 et 2011), mais sans inscrire le moindre but. Jelly Selau et Joshua Tui Tapasei comptent chacun huit sélections. Paenui Fagota compte sept sélections.
Les footballeurs tuvaluans sont tous amateurs et jouent pour la grande majorité dans des clubs des Tuvalu, bien que certains jouent aux Fidji (comme Mau Penisula) ou en Nouvelle-Zélande dans des championnats locaux (comme Sepetaio "Willie" Nokisi et Iosefatu Taui Alefaio avec le Ranui Swanson). Deux footballeurs internationaux tuvaluans ont joué dans un club néerlandais : Alopua Petoa et Vaisua Liva, qui ont joué avec la réserve du Rooms-Katholieke Voetbalvereniging Brabantia (RKVV Brabantia), dans un championnat local pendant trois mois.

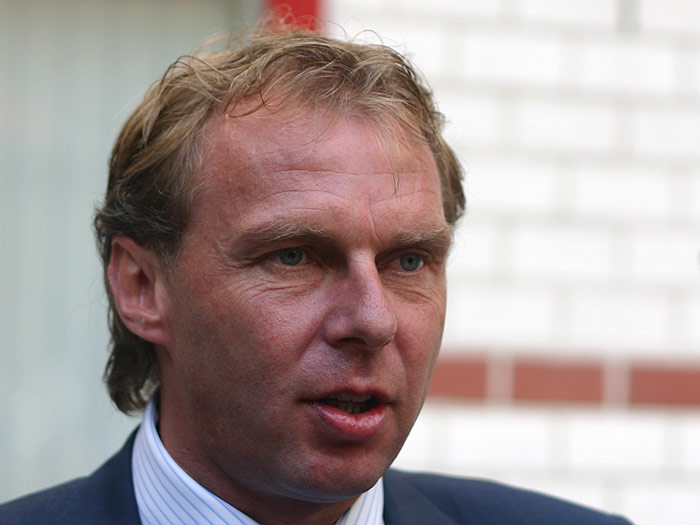
L'ancien défenseur international néerlandais Stan Valckx a joué avec les Tuvalu en 2013.

De plus, pour quelques matchs non officiels face à des clubs amateurs lors de la tournée aux Pays-Bas en 2013, l'ancien défenseur international néerlandais Stan Valckx dispute des matchs avec Tuvalu,,.
Le tableau suivant liste les joueurs ayant honoré le plus de sélections avec l'équipe des Tuvalu :
| Rang | Joueur             | Nombre de sélections | Buts |
| ---- | ------------------ | -------------------- | ---- |
| 1    | Mau Penisula       | 14                   | 0    |
| 2    | Joshua Tui Tapasei | 8                    | 0    |
| 2    | Jelly Selau        | 8                    | 0    |
| 4    | Paenui Fagota      | 7                    | 1    |

La fondation a aussi encouragé à l'élection du joueur tuvaluan de l'année, trophée créé en 2014 et remporté par Sepetaio "Willie" Nokisi,.

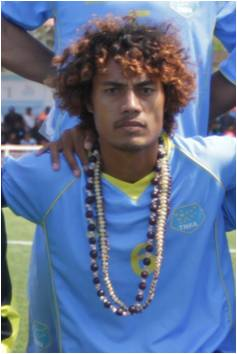
Mau Penisula est le détenteur du record de sélections (14).
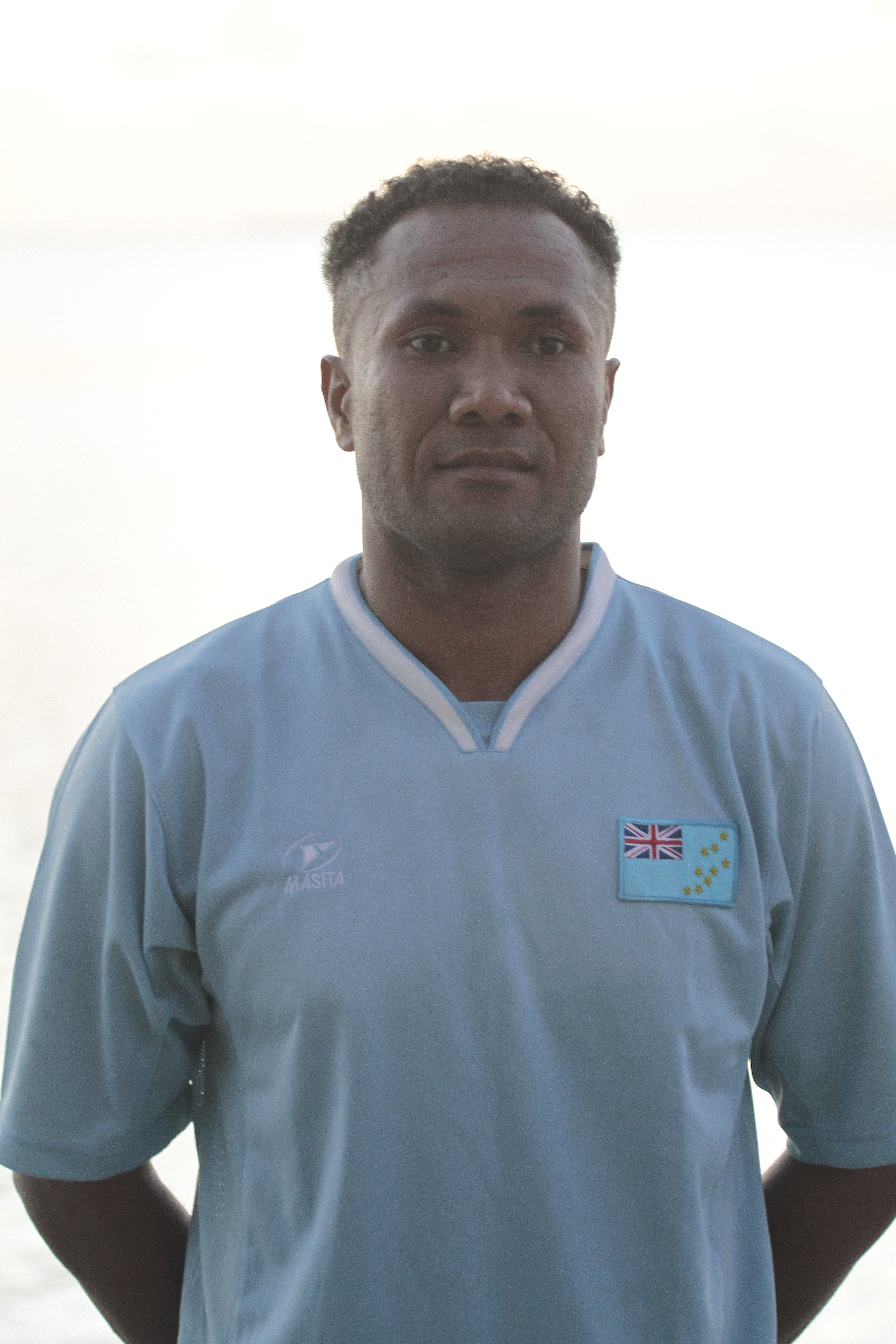
Joshua Tui Tapasei compte huit sélections.
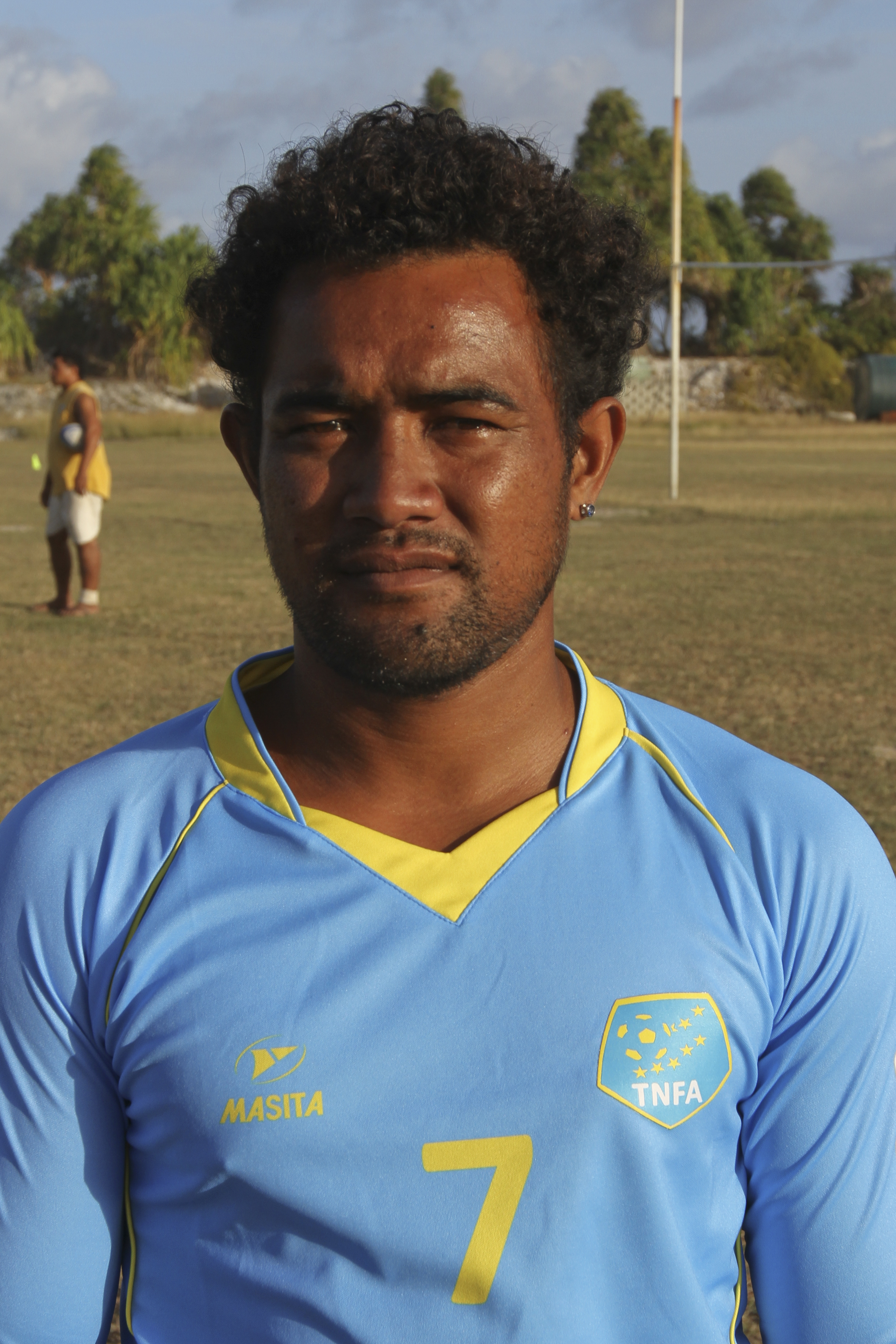
Jelly Selau compte huit sélections.
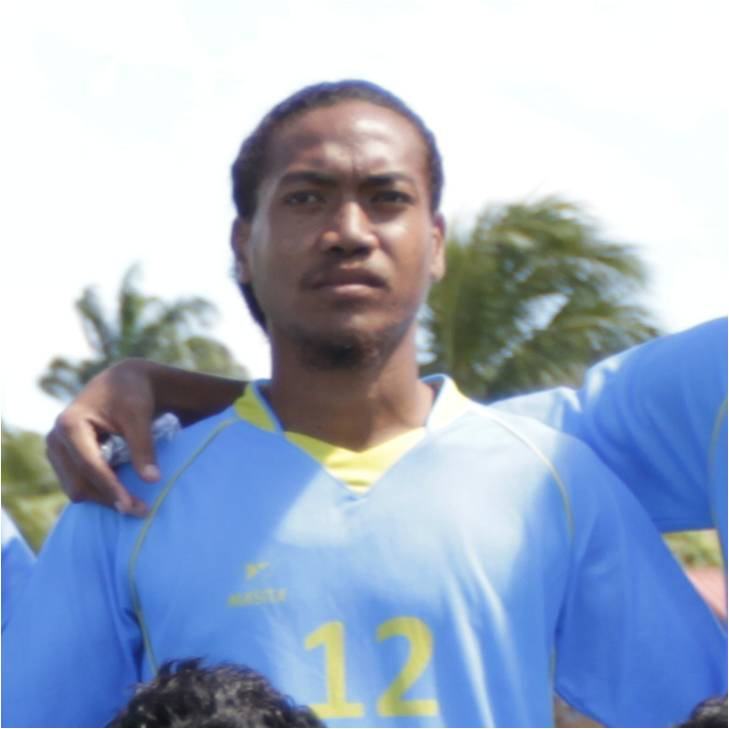
Alopua Petoa est le meilleur buteur de la sélection avec six buts.
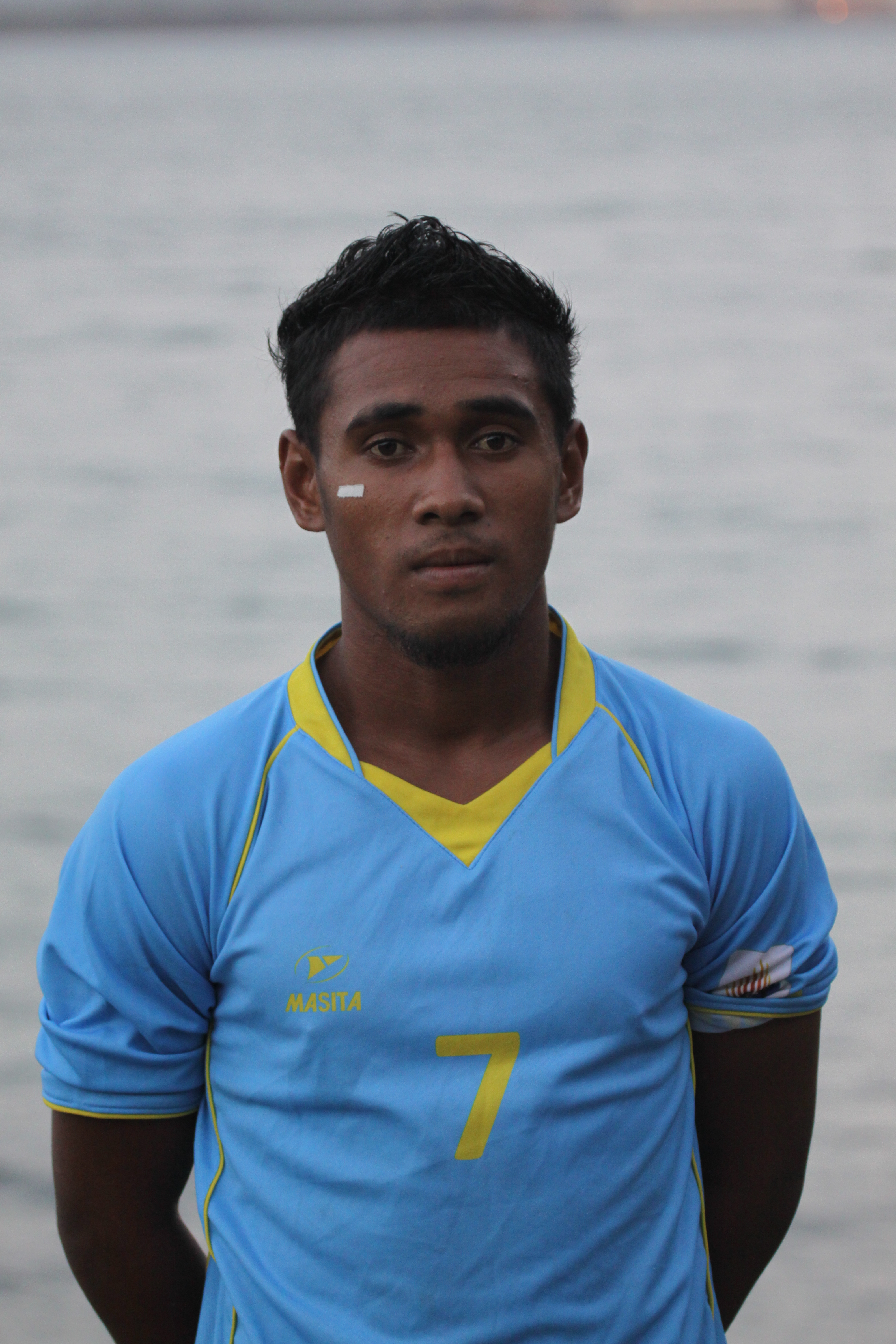
Vaisua Liva est l'un des deux seuls joueurs à avoir évolué en Europe.

### Meilleurs buteurs
| Rang | Buts | Joueur                 | Jeux du Pacifique |
| ---- | ---- | ---------------------- | ----------------- |
| 1    | 6    | Alopua Petoa           | 2011              |
| 2    | 5+   | Saifoloi Metia Tealofi | 1979              |
| 3    | 1    | Lutelu Tiute           | 2011              |
| 3    | 1    | Togavai Stanley        | 2011              |
| 3    | 1    | James Lepaio           | 2011              |
| 3    | 1    | Uota Ale               | 2011              |
| 3    | 1    | Viliamu Sekifu         | 2007              |
| 3    | 1    | Petio Semaia           | 2003 et 2007      |
| 3    | 1    | Paenui Fagota          | 2003 et 2007      |
| 3    | 1    | Kivoli Manoa           | 2003              |

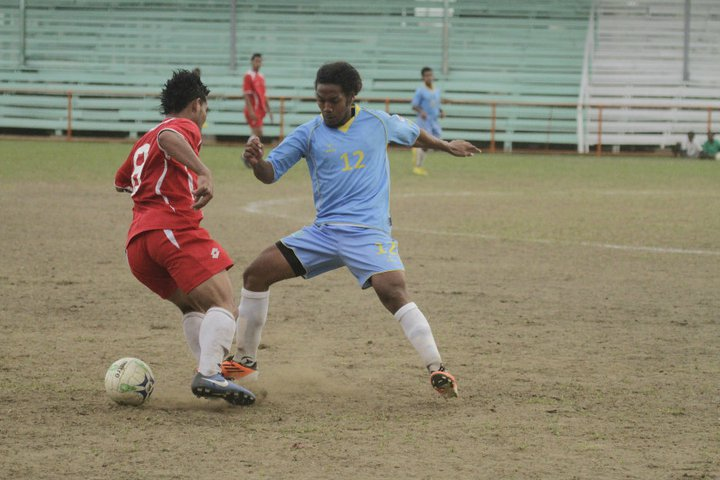
Alopua Petoa est le meilleur buteur de l'équipe nationale des Tuvalu avec six buts, ici en 2011 lors du match amical contre les Samoa.

Le meilleur buteur de la sélection des Tuvalu est l'attaquant Alopua Petoa, qui est international depuis 2011 et qui a inscrit un triplé contre les Samoa en amical et un triplé contre les Samoa américaines lors des Jeux du Pacifique 2011. Le second meilleur buteur de la sélection est Saifoloi Metia Tealofi avec cinq buts. Quant aux autres buteurs, ils n'ont inscrit qu'un seul but lors des différentes éditions des Jeux du Pacifique.

## Statistiques

### Nations rencontrées

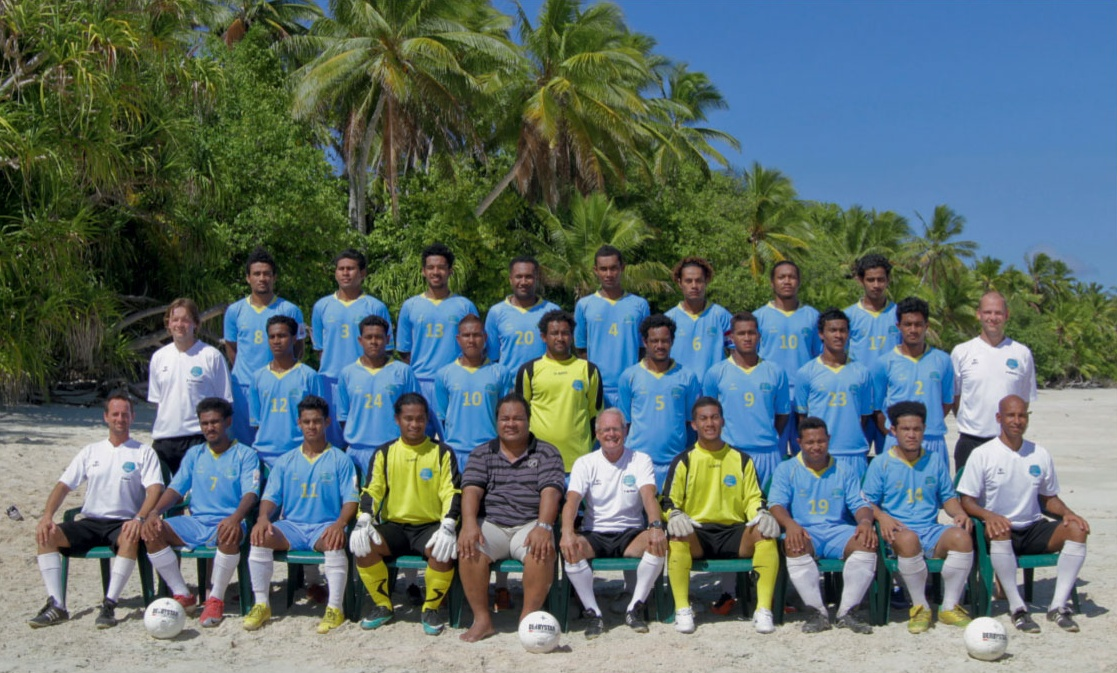
L'équipe nationale des Tuvalu en 2011.

N'étant pas membre de la FIFA, les Tuvalu n'ont affronté que des sélections océaniennes lors des Jeux du Pacifique. Cependant, elle a affronté une sélection de la Confédération asiatique de football, Guam en 2011.
Le premier match de l'histoire des Tuvalu constitue aussi sa plus large défaite, qui s'est soldé sur le score de dix-huit buts à zéro contre Tahiti, le 28 août 1979. Quant à sa plus large victoire, elle est réalisée le 27 août 2011 contre les Samoa américaines sur le score de quatre buts à zéro.
| Adversaire         | Joués | Victoires | Matchs nuls | Défaites | Buts pour | Buts contre |
| ------------------ | ----- | --------- | ----------- | -------- | --------- | ----------- |
| Fidji              | 3     | 0         | 0           | 3        | 0         | 29          |
| Nouvelle-Calédonie | 3     | 0         | 0           | 3        | 2         | 19          |
| Guam               | 2     | 0         | 1           | 1        | 3         | 8           |
| Kiribati           | 2     | 1         | 1           | 0        | 6         | 5           |
| Salomon            | 2     | 0         | 0           | 2        | 1         | 10          |
| Tahiti             | 2     | 0         | 1           | 1        | 1         | 19          |
| Vanuatu            | 2     | 0         | 0           | 2        | 1         | 6           |
| Îles Cook          | 1     | 0         | 0           | 1        | 1         | 4           |
| Samoa              | 1     | 1         | 0           | 0        | 3         | 0           |
| Samoa américaines  | 1     | 1         | 0           | 0        | 4         | 0           |
| Tonga              | 1     | 1         | 0           | 0        | 5         | 3           |

### Classement Elo
N'étant pas membre de la Fédération internationale de football association, la sélection tuvaluane ne figure par conséquent pas dans le Classement mondial de la FIFA. Cependant, le Classement mondial de football Elo, apparu en contestation de ce dernier, permet de prendre en compte les résultats de toutes les sélections, qu'elles soient membres ou non de la FIFA. Les Tuvalu y ont toujours figuré dans les dernières places. Le tableau suivant relate l'évolution du classement Elo de la sélection : 
| Année                  | 1979 | 2003 | 2007 | 2011 | 2016 |
| ---------------------- | ---- | ---- | ---- | ---- | ---- |
| Classement mondial Elo | 179  | 195  | 204  | 205  | 205  |
| Nombre de points       | 896  | 915  | 875  | 868  | 822  |

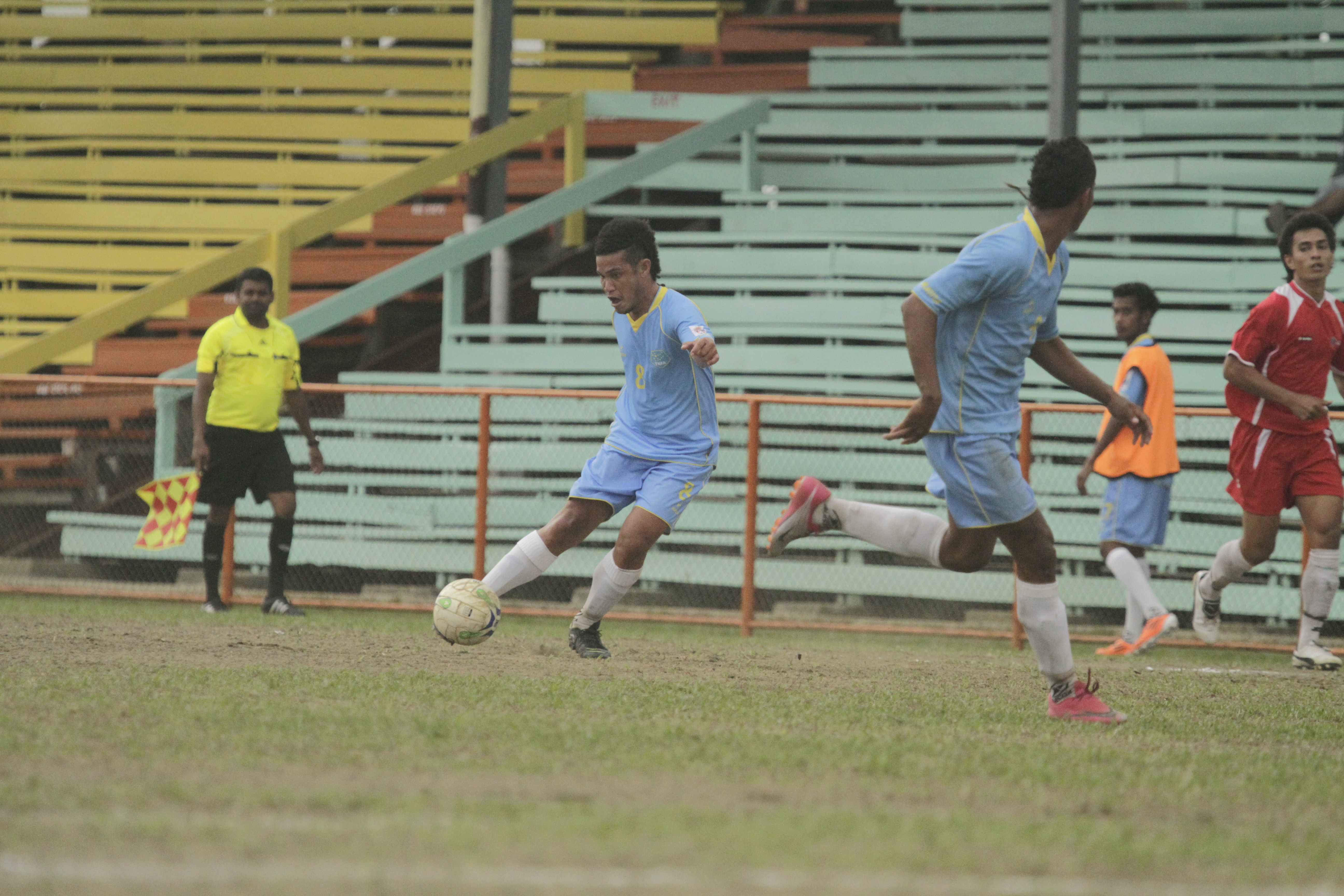
Les Tuvalu et Akelei Lima'alofa gagnent seize points et deux places dans le classement Elo, grâce à la victoire trois buts à zéro contre les Samoa.

Le premier match contre Tahiti place les Tuvalu à la 181e place du classement, puis le match contre les Tonga permet de gagner deux places, classement conservé lors du quart de finale des Jeux du Pacifique Sud de 1979 contre la Nouvelle-Calédonie. À la fin du tournoi principal, les Tuvalu se classent 179e, avec 896 points.
En 2003, le match amical contre les Fidji amène la sélection avec 928 points à la 194e place. Puis lors des Jeux du Pacifique Sud de 2003, ils passent de la 193e à la 195e place, perdant quinze points.
Lors des Jeux du Pacifique Sud de 2007 contre les Fidji, ils perdent neuf points et arrivent à la 197e place, place qu'ils conservent contre la Nouvelle-Calédonie malgré une perte de quatre points. Le match nul contre Tahiti permet aux Tuvalu de gagner seize points et de gagner une place. Mais la défaite contre les îles Cook leur fait perdre quarante-trois points et huit places. Cela constitue la pire chute dans le classement de l'histoire des Tuvalu.
Lors du second match amical de son histoire contre les Samoa, les Tuvalu gagnent seize points et deux places. Quant aux Jeux du Pacifique de 2011, la victoire contre les Samoa américaines permet aussi de gagner huit points et trois places. Mais les trois matchs suivants font perdre dix-neuf points et quatre places. Enfin le match nul contre Guam fait aussi perdre douze points et deux places. Les Tuvalu terminent avec 868 points et à la 205e place.
En décembre 2016, les Tuvalu n'ont plus joué de matchs officiels contre une sélection depuis 2011, n'entraînant pas de changement dans le classement. L'équipe se classe entre Wallis-et-Futuna et le Cambodge.